# Ladislaus Beszedes
Ladislaus Beszedes (* 18. August 1874 in Felde (Slowakei, damals Königreich Ungarn); † 10. November 1922 in Budapest) war ein ungarischer Bildhauer.

## Leben
Ladislaus Beszedes’ curriculum vitae ist in der einschlägigen Fachliteratur kaum zu finden, jedoch geben Akten des ÖStA/Kriegsarchiv über seine biografischen Daten Auskunft. Während des Ersten Weltkriegs in Budapest wohnhaft, ersuchte Beszedes am 3. Oktober 1917 um Aufnahme als Maler und Bildhauer in das k.u.k. Kriegspressequartier, wo er mit 13. Oktober 1917 in die Standeslisten übernommen wurde. Am 10. November des gleichen Jahres erhielt er seinen ersten Heimarbeitsbefehl nach Budapest. Zur geplanten neuen Friedensuniformierung der k.u.k. Armee lieferte er im August 1918 eine Skizze für Kappen. Im März 1918 gab er zwei Gipsfiguren (Die letzte Granate und Nach dem Sturm) bei der Bildersammelstelle an die Heeresverwaltung ab; im September 1918 folgten 8 weitere Gipsfiguren. In seiner Qualifikationsliste wurde Beszedes als „ruhiger, braver Offizier“ sowie als „tüchtiger akademischer Bildhauer, der namentlich auf dem Gebiete der Kleinplastik Vorzügliches geschaffen hat“, beschrieben. Am 6. November 1918 wurde der Künstler, über dessen weiteren Lebenslauf nichts bekannt ist, aus dem Stand des Kriegspressequartiers genommen.

## Werke (Auszug)
- Bildnisbüste Max Freiherr von Schnehen, 1916, bezeichnet: „Lt. Ladislaus Beszedes / Skutari 1916“, Gips, 33 × 21 × 46 cm; Heeresgeschichtliches Museum, Wien.